# Juran
Juran (chino tradicional: 巨然; Wade: Chü-Jan), originario de la región de Nankín, fue un pintor chino del siglo X, principalmente activo hacia 960-980.

## Biografía

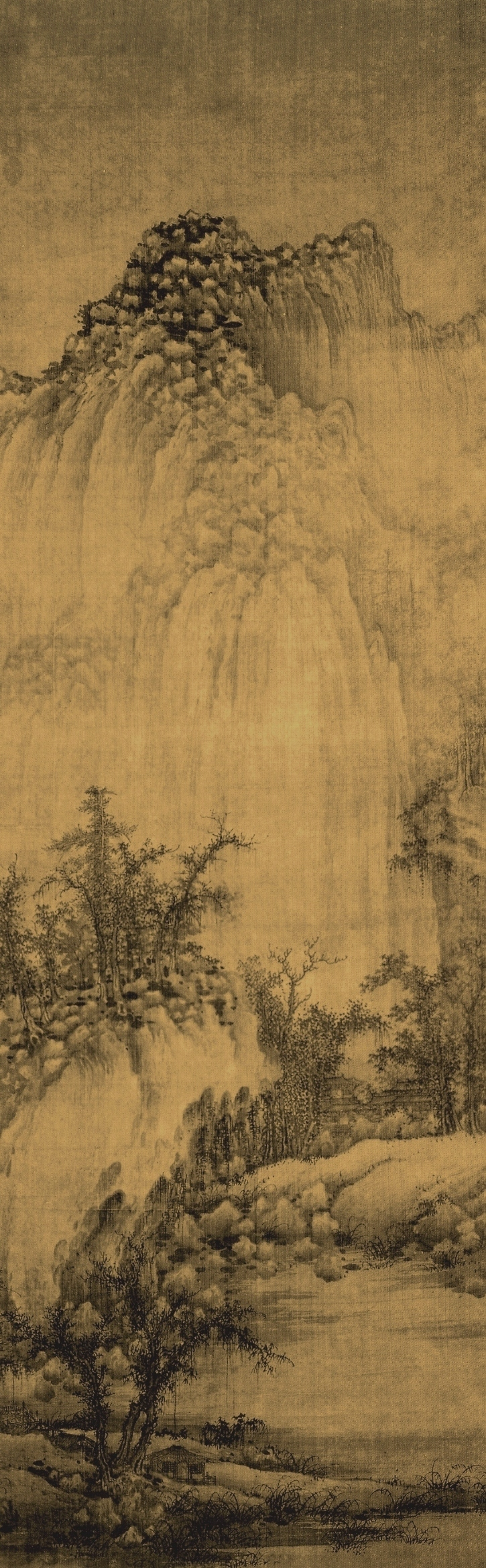
Monasterio budista por entre arroyos y montañas Taipéi (Museo Nacional del Palacio)

En el siglo X, en la región del Río Azul, dos grandes pintores, Dong Yuan y Juran, desempeñan un papel muy destacado en la historia del paisaje chino y hacen incluso de patriarcas de lo que luego se llamará la Escuela del Sur. Las obras de Juran, monje budista, son conocidas desde su juventud en toda China.
Cuando el último emperador de la dinastía de los Tang del Sur es llevado, en 975, como prisionero a la capital de los Song, Kaifeng, Juran lo sigue y ingresa al monasterio de Kaibao, en esta misma ciudad. Se distinguen así dos periodos en su obra: en un primer momento los paisajes de su provincia natal, caracterizados por las líneas alargadas de las montañas y las redondeces de las arboledas; en una segunda fase, lejos de su región de origen, en la cual su estilo se depura y se espiritualiza. Contemporáneo y discípulo de Dong Yuan, Juran pintó la misma naturaleza que él, con la misma técnica impresionista, pero sin duda todavía más borrosa.
Para Juran, sin embargo, la naturaleza parece más apacible, menos contrastada y la tinta de la cual se sirve es más ligera y más flexible. Cerros y montañas son tanto ondulaciones puras y matizadas por los degradados de la tinta, sobre las cuales se desatan, en toques sombríos y densos, árboles de follaje exuberante. El ojo se deja guiar con gusto guiar por la delicadeza de las formas y la sutilidad de la materia: las hierbas crecen de manera espontánea y el camino serpentea a nuestras espaldas.
El escritor Guo Ruoxu, en su Tuhua Jianwenzhi (1074), lo describe como "un hábil paisajista, cuya tinta y el pincel son ricos. Destacaba en la atmósfera de brume (qixiang), y los vastos panoramas de montañas y de ríos". Estas montañas, construidas en masas redondas superpuestas, están interrumpidas por terrazas de vegetación cuya escala es proporcional a la distancia, y su modelé sin contornos es subrayado a veces por manchas negras.
Entre los œuvres que le son atribuidas, el rollo A la búsqueda del Tao en las montañas de otoño es sin duda uno de los más auténticos. Abajo de la montaña redondeada que constituye todo el paisaje, corre a lo largo de un torrente un pequeño camino que conduce a cabañas aisladas entre los pinos. Más arriba, las arboledas y los matorrales enmascaran los múltiples accidentes del terreno que está devuelto en Pima cun, es decir, arrugas en fibra de cáñamo, hechas con un toque dulce y ligero de pincel. De todo ello emana una impresión de evanescencia y de irrealidad.

## Museos
- Pekín (Museo del palacio) :
  - Retiro de montaña, pequeño rollo en longitud, firmado.
  - Elevadas montañas y arroyo serpenteando, Hombre sentado bajo los pinos y jugando Qin, inscripción en el estilo del emperador Song Huizong.
  - Paisaje de río con el regreso de un barco, atribución.
  - Valle en la montaña con pinos, dos hombres que atraviesan un puente seguidos de un niño, hoja de álbum, atribución.
- Taipéi (Museo Nacional del Palacio):
  - A la búsqueda del Tao en las montañas de otoño, tinta y colores ligeros sobre seda, rollo en altura.
  - Xiao Yi intentando encontrar una obra maestra, tinta sobre seda, rollo en altura.
  - Montañas en otoño.
  - Montañas y bosques.
  - Montañas y bosques en otoño con una grulla y un instrumento de música.
- Washingtong DC, (Freer Gallery of Art):
  - Vista de Zijiang (Changjiang Wanli callado), rollo en longitud, colofones de Lu Shen y Dong Qichang, atribución posible del periodo Song.

## Galería

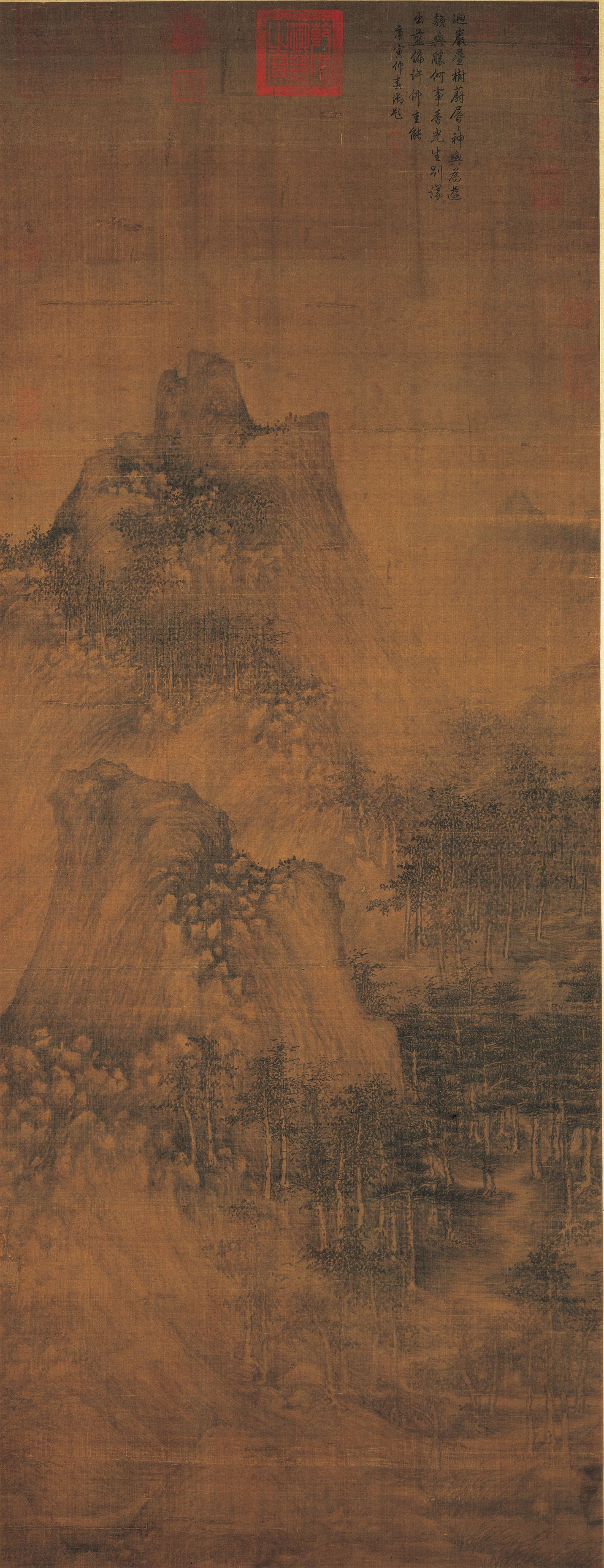
Montañas en altura y densos bosques (層巖叢樹圖). Rollo en altura, tinta sobre seda, 144.1 x 55.4 cm. Taipéi, Museo Nacional del Palacio.
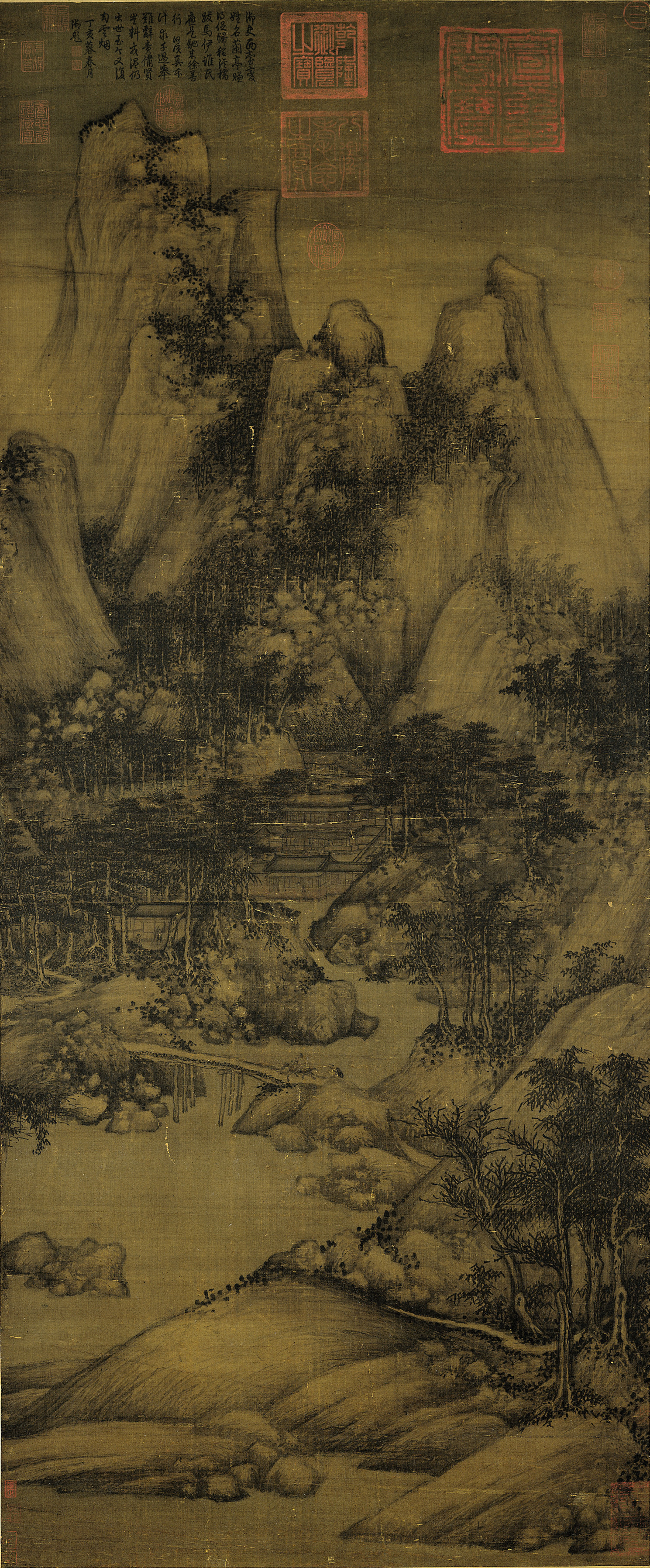
Xiao obteniendo por engaño el rollo del Pabellón de la Orquidia (蕭翼賺蘭亭圖). Tinta y color claro sobre seda. 144,1 × 59,6 cm. Taipéi, Museo Nacional del Palacio.
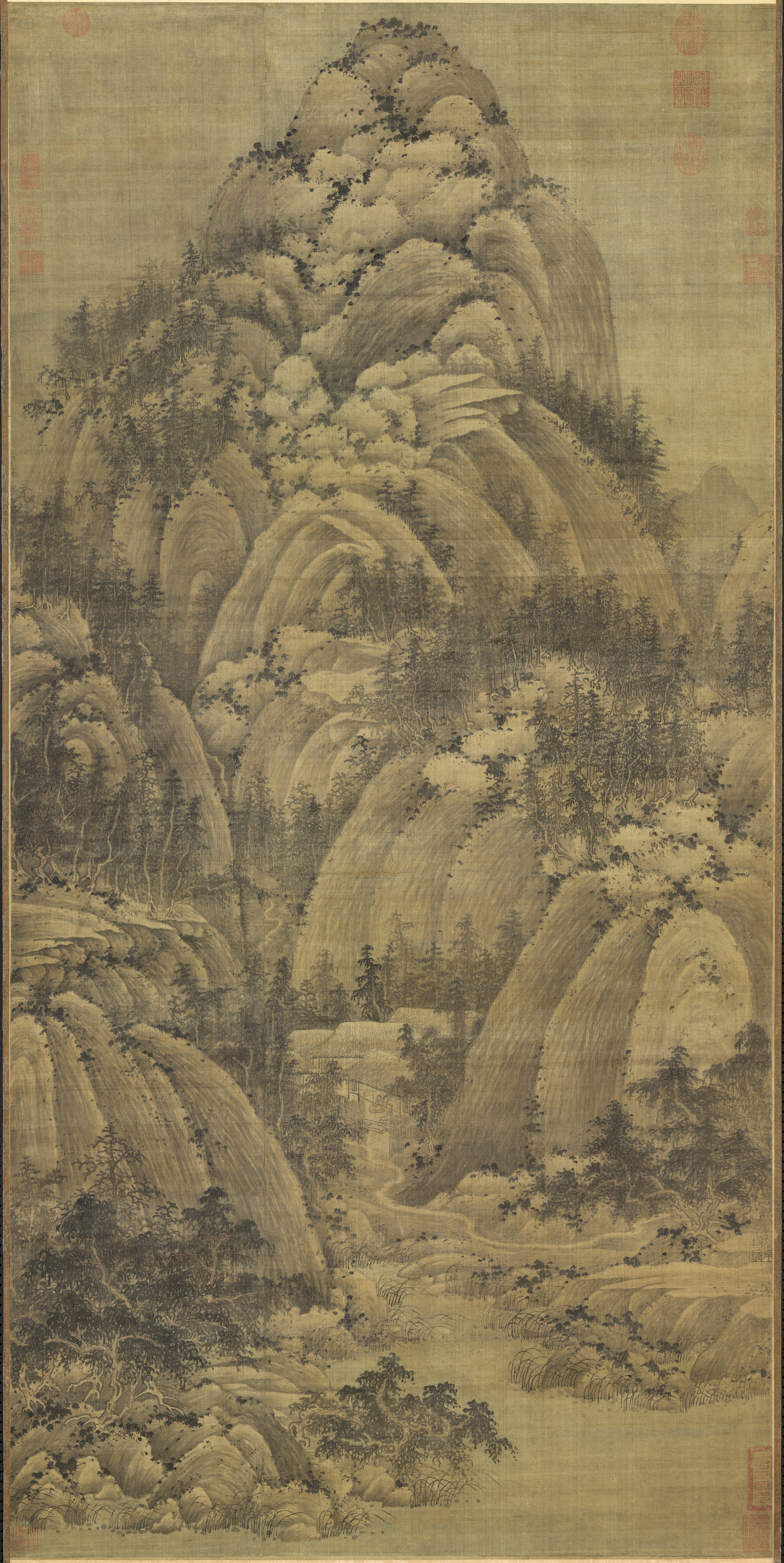
A la búsqueda del Tao en las montañas de otoño. Rollo vertical, tinta sobre seda. 156.2 x 77.2 cm. Taip´´ei, Museo Nacional del Palacio.
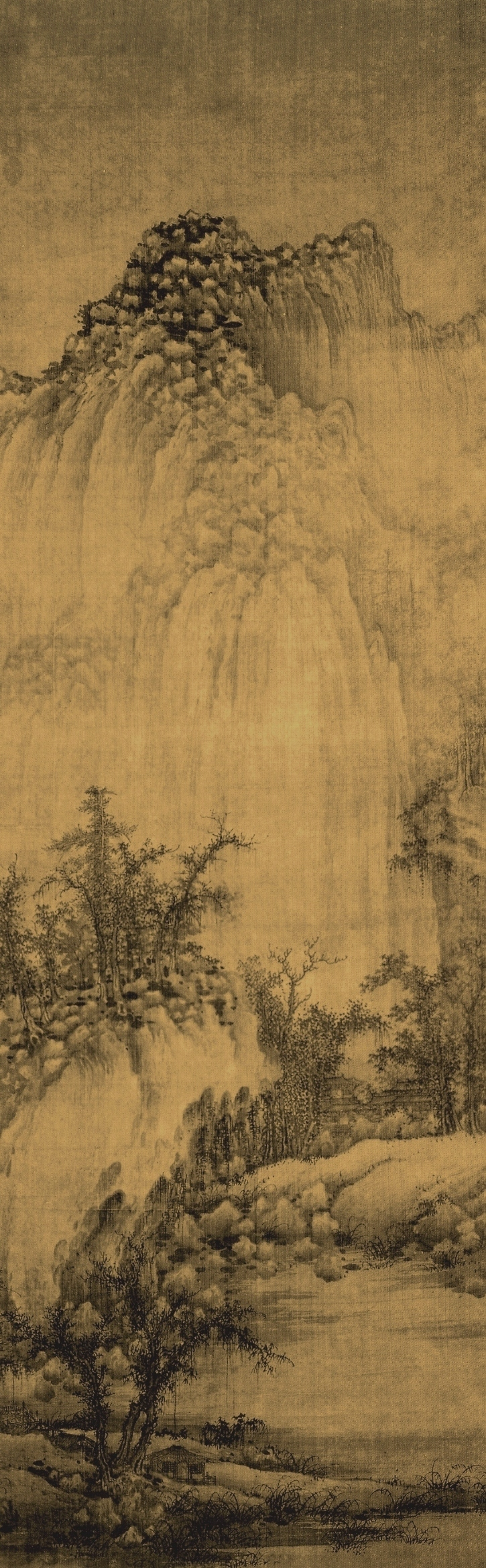
Monasterio budista por por entre ríos y montañas'. Rollo vertical, tinta sobre seda. 185.5 x 57.5 cm. Cleveland Museum of Art.